# زرافه‌گردن
زرافه‌گردن (نام علمی: Litocranius walleri) نام یک گونه از تیره گاوان است.